# Portfolio of Ahmad Jamal
Portfolio of Ahmad Jamal — концертний альбом американського джазового піаніста Ахмада Джамала, випущений у 1959 році лейблом Argo.

## Опис
Цей альбом піаніста Ахмада Джамала був записаний під час виступу 5 і 6 вересня 1958 року в клубі Spotlite Club у Вашингтоні. Джамал грає зі своїм класичним тріо з басистом Ізраелом Кросбі та ударником Вернелом Фурньє. Гурт виконує 15 композицій, серед яких стандарти, включаючи «This Can't Be Love», «Autumn Leaves», «It Could Happen to You» і «I Didn't Know What Time It Was» та декілька оригіналів Джамала.
Альбом вийшов у 1959 році на лейблі Argo на двох LP.

## Список композицій
1. «This Can't Be Love» (Річард Роджерс, Лоренц Гарт) — 4:48
2. «Autumn Leaves» (Жак Превер, Жозеф Косма) — 7:34
3. «Ahmad's Blues» (Ахмад Джамал) — 3:54
4. «Ole Devil Moon» (Бертон Лейн, Їп Гарбург) — 3:50
5. «Seleritus» (Ахмад Джамал) — 3:02
6. «It Could Happen to You» (Джиммі Ван Гейзен, Джонні Берк) — 4:06
7. «Ivy» (Хогі Кармайкл) — 2:45
8. «Tater Pie» (Ірвінг Ешбі) — 2:26
9. «Let's Fall In Love» (Гарольд Арлен, Тед Колер) — 4:54
10. «Aki Ukthay» (Ахмад Джамал) — 3:13
11. «You Don't Know What Love Is» (Дон Рей, Джин ДеПол) — 4:21
12. «I Didn't Know What Time It Was» (Річард Роджерс, Лоренц Гарт) — 3:20
13. «So Beats My Heart for You» (Чарльз Гендерсон, Пет Боллард, Том Ворінг) — 3:36
14. «Gal In Calico» (Артур Шварц, Лео Робін) — 4:45
15. «Our Delight» (Тедд Демерон) — 4:50

## Учасники запису
- Ахмад Джамал — фортепіано
- Ізраел Кросбі — контрабас
- Вернел Фурньє — ударні

Технічний персонал
- Дейв Ашер — продюсер
- Малколм Чісгольм — інженер
- Дон Бронстайн — обкладинка
- Вільям П. Гопкінс — фотографія
- Джон Геммонд — текст